# Sascha Konietzko
Sascha Konietzko, noto anche con lo pseudonimo di Sascha K o Käpt'n K (Amburgo, 21 giugno 1961), è un cantante e musicista tedesco.
Konietzko è il cofondatore e frontman della band Industrial metal KMFDM.

## Biografia

### Giovinezza
Il padre di Sascha era un idrologo professionista, e non apprezzava i generi musicali che Sascha ascoltava, il suo modo di portare i capelli e i suoi amici. L'infanzia di Konietzko venne quindi vissuta tra il rispetto per i passatempo alternativi del padre, che, mentre testava l'acqua del Belgian Royal Zoo in Congo registrava beat tribali, e la ribellione verso i suoi metodi autoritari. Sascha quindi formò il suo primo gruppo quando aveva 11 anni, di cui era il bassista; le principali influenze del gruppo erano da parte di musicisti Glam rock, come i T. Rex, David Bowie, Alice Cooper, gli Sweet e gli Slade, influenze che verranno in parte riprese nei KMFDM.
Nel 1976, quando il Punk rock esplose in Gran Bretagna e negli Stati Uniti, Konietzko formò la prima punk band di Amburgo:
(Sascha Konietzko)

### KMFDM
Sascha fondò i KMFDM con un artista e operatore multimediale, Udo Sturm, in occasione di un'esibizione per l'apertura di una mostra di giovani artisti europei al Grand Palais. In quell'occasione Sturm suonò un sintetizzatore e Konietzko un basso a 5 corde. Tuttavia Sturm abbandonò quasi subito il progetto, e Sascha conobbe il batterista Nicklaus Schandelmaier, in arte En Esch, e sospese il progetto KMFDM; i due si unirono al gruppo Missing Foundations, fondato dal musicista New-Yorkese Peter Missing. Tuttavia il gruppo realizzò solo alcune esibizioni dal vivo, e quindi En Esch e Sascha ripresero il progetto KMFDM. Allora essi iniziarono a lavorare nello studio di Konietzko ad Amburgo con Raymond Watts. Fu lo stesso Watts a proporre di accorciare il nome, inizialmente scelto leggendo un manifesto per la strada in Germania, da Kein Mehrheit Für Die Mitleid a KMFDM, a causa della difficoltà che egli aveva nella pronuncia tedesca.
I KMFDM cominciarono le loro registrazioni in studio e ben presto intrapresero una lunga relazione con la Wax Trax! Records, interrotta nel 1999. I KMFDM si sciolsero, temporaneamente, il 22 gennaio 1999. Proclamato dallo stesso Sascha Konietzko, lo scioglimento fu causato da una differenza di volontà per il futuro da parte dei componenti del gruppo e per divergenze artistiche. L'album Adios fu pubblicato tre mesi dopo, con il titolo originale che la band voleva dare per la dipartita dalla Wax Trax! Records, ma che fu in realtà il simbolo dello scioglimento del gruppo stesso. Adios riuscì a piazzarsi alla posizione #189 della classifica Billboard. I KMFDM si riformarono nel 2002 con Konietzko, Skold, Lucia Cifarelli, Raymond Watts e Bill Rieflin. Dal 2003, per la prima volta dopo 20 anni, Konietzko si è circondato di un vero e proprio gruppo formato, oltre che da lui, da Lucia Cifarelli, Jules Hodgson, Steve White e Andy Selway, senza rinunciare al contributo occasionale di altri musicisti. La band ha quindi intrapreso un tour mondiale, per la ricorrenza dei 20 anni dalla formazione. Nel 2004, Konietzko ha creato un'etichetta indipendente, la KMFDM Records, non sciogliendo però il contratto con la Metropolis Records, ed ha ristampato tutti gli album pubblicati precedentemente con la Wax Trax! Records.

### Progetti paralleli
Konietzko, oltre che al progetto KMFDM, si è dedicato a numerosi progetti paralleli. Il primo di questi è stato intrapreso nel 1991 con Günter Schulz, allora membro dei KMFDM e Buzz McCoy dei My Life with the Thrill Kill Kult, gli Excessive Force Questo gruppo pubblicò due album, per poi sospendere l'attività nel 1993. Nel 2000, dopo la temporanea dipartita dei KMFDM, Sascha ha intrapreso il progetto MDFMK con Tim Sköld e Lucia Cifarelli, pubblicando un album omonimo per la Universal Records. Nel 2001 Konietzko ha partecipato al progetto Schwein, con Sakurai Atsushi, Imai Hisashi e Raymond Watts, pubblicando due album. Recentemente Sascha ha preso parte ai KGC con Dean Garcia e Lucia Cifarelli, pubblicando Dirty Bomb il 14 dicembre 2006.

## Discografia completa

### KMFDM
- 1984 - Opium
- 1986 - What Do You Know, Deutschland?
- 1988 - Don't Blow Your Top
- 1989 - UAIOE
- 1990 - Naïve
- 1992 - Money
- 1993 - Angst
- 1994 - Naïve/Hell to Go
- 1995 - Nihil
- 1996 - Xtort
- 1997 - Symbols
- 1999 - Adios
- 2002 - Attak
- 2003 - WWIII
- 2005 - Hau Ruck
- 2007 - Tohuvabohu

### MDFMK
- 2000 - MDFMK

### Excessive Force
- 1991 - Conquer Your World
- 1993 - Gentle Death

### Schwein
- 2001 - Schweinstein
- 2001 - Son of Schweinstein

### KGC
- 2006 - Dirty Bomb